# Харьковец, Анатолий Парфирович
Анатолий Парфирович Харьковец (9 декабря 1916 — 12 октября 1943) — капитан, Герой Советского Союза (29.10.1943), командир стрелкового батальона 21-го стрелкового полка 180-й стрелковой дивизии 38-й армии Воронежского фронта.

## Биография
Родился в 9 декабря 1916 года в селе Кухче. Украинец. Член ВКП(б) с 1943 года.
Детство и юность провёл в селе Пешки Корсунь-Шевченковского района Черкасской области. Окончил среднюю школу, педагогические курсы.
Работал учителем в школе села Великая Цвиля Емильчинского района Житомирской области.
В 1939 году призван в ряды РККА. В 1941 году окончил пехотное училище.

### Великая Отечественная война
На фронтах Великой Отечественной войны с февраля 1942 года. В составе Брянского и Воронежского фронтов участвовал в Воронежско-Ворошиловградской, Середнедонской, Острогожско-Росошанской, Воронежско-Касторненской операциях, Курской битве, Белгородско-Харьковской операции, битве за Днепр.
11 октября 1943 капитан Харьковец одним из первых организовал переправу своих воинов через Днепр на Лютежском плацдарме в районе села Старые Петровцы. Умелым манёвром выбил врага из прибрежных траншей и организовал оборону участка плацдарма. В ходе боя отбил семь контратак противника и уничтожил около 300 немецких солдат. Неоднократно водил воинов в атаку. Погиб в бою 12 октября 1943 года. Похоронен в братской могиле в селе Лютеж.
Указом Президиума Верховного Совета СССР от 29 октября 1943 года «за образцовое выполнение боевых заданий командования на фронте борьбы с немецко-фашистскими захватчиками и проявленные при этом отвагу и героизм» капитану Харьковцу Анантолию Парфировичу присвоено звание Героя Советского Союза (посмертно).

## Награды
- Медаль «Золотая Звезда» Героя Советского Союза;
- орден Ленина;
- орден Отечественной войны 2 степени.

## Память
Именем Героя названа одна из улиц в поселке Лютеж. В селе Кухче на Ровенщине установлен обелиск славному земляку.